# Municipio de Delaware (Nueva Jersey)
El municipio de Delaware (en inglés: Delaware Township) es un municipio ubicado en el condado de Hunterdon en el estado estadounidense de Nueva Jersey. En el año 2010 tenía una población de 4.563 habitantes y una densidad poblacional de 47,58 personas por km².

## Geografía
El municipio de Delaware se encuentra ubicado en las coordenadas 40°26′34″N 74°57′26″O / 40.44278, -74.95722.

## Demografía
Según la Oficina del Censo en 2000 los ingresos medios por hogar en el municipio eran de $80,756 y los ingresos medios por familia eran $90,842. Los hombres tenían unos ingresos medios de $61,701 frente a los $48,780 para las mujeres. La renta per cápita para la localidad era de $38,285. Alrededor del 2.3% de la población estaba por debajo del umbral de pobreza.